# Perazin

Strukturformel för perazin

Perazin (IUPAC-namn: 10-[3-(4-metyl-1-piperazinyl)propyl]fentiazin, summaformel C20H25N3S) är ett neuroleptikum (antipsykotikum) tillhörande gruppen fentiaziner. Perazin har ATC-kod N05AB10.
Inga läkemedel med perazin är för tillfället registrerade i Sverige.